# Надийное (Запорожская область)
Надийное (укр. Надійне) — село,
Пролетарский сельский совет,
Розовский район,
Запорожская область,
Украина.
Код КОАТУУ — 2324984007. Население по переписи 2001 года составляло 60 человек.

## Географическое положение
Село Надийное находится на расстоянии в 3 км от села Зеленополь.